# Cloniophorus coloratus
Cloniophorus coloratus är en skalbaggsart som först beskrevs av Jordan 1894.  Cloniophorus coloratus ingår i släktet Cloniophorus och familjen långhorningar. Inga underarter finns listade i Catalogue of Life.